# Serata (film)
Serata este un film românesc din 1971, regizat de Malvina Urșianu după propriul scenariu. Rolurile principale sunt interpretate de George Motoi, György Kovács, Cornel Coman, Alexandru Drăgan, Mihai Pălădescu, Ion Roxin, Silvia Ghelan și Silvia Popovici.
Subiectul filmului îl reprezintă confruntarea cu evenimentele din noaptea de 23 august 1944 a participanților la o serată organizată în vila unui profesor.

## Rezumat
În seara zilei de 23 august 1944, în vila din Bărăgan a renumitului profesor Costi (György Kovács) are loc o serată organizată de Crucea Roșie. Vila se afla în apropierea unei unități militare germane de apărare antiaeriană și a unui punct de observație care păzea un obiectiv strategic pentru mersul războiului: priza cablului transbalcanic de comunicație al Armatei Germane. Posturile de pază fuseseră dublate în urma unor tentative de sabotaj.
Printre invitații care sosesc acolo sunt Alexandru Cristea (George Motoi), un apropiat al profesorului, Inna von Klausenberg (Mihaela Juvara), soprană la Opera din Berlin și soția unui general de la Statul Major al Armatei Germane, care venise împreună cu fiul ei, Adolf, maiorul Merck (Mihai Pălădescu), comandantul stației unde se afla cablul transbalcanic, precum și mai multe persoane din burghezia bucureșteană. Oficiul de gazdă îl face verișoara profesorului (Tanți Cocea).
Profesorul nu ia parte la serată, din cauza stării sale precare de sănătate; el este vizitat de doctorița Iulia Serafim (Silvia Ghelan) care-l anunță că nu va mai apuca să trăiască mult. Ea îi mărturisește că l-a iubit, fără ca el să-și fi dat seama vreodată de asta. Profesorul este om cinic, care a condus din umbră viața politică din țară, manevrându-i pe oamenii politici după interesele sale. El nu a iubit niciodată pe nimeni, a realizat o căsătorie stupidă și nu-și iubește nici propria sa fiică. Doctorița Serafim, de convingeri comuniste, îi mărturisește lui Cristea că profesorul va muri în curând, ieșind din viață exact la timp pentru a nu fi martor la dispariția burgheziei. Cristea, pe care profesorul îl consideră ca urmașul său, este și el un om cinic, care-și dă seama de decăderea accentuată a clasei sociale burgheze. El îi consideră pe invitații la serată drept niște imbecili și paraziți și afirmă că idealul său în viață este prosperitatea personală, pentru realizarea căreia a luptat din răsputeri.
În timp ce majoritatea invitaților își petrec timpul mâncând, consumând băuturi, cântând, dansând sau vorbind banalități, Cristea îi urmărește cu atenție pe participanții la serată și ghicește identitatea lui Mihai (Cornel Coman), un comunist deghizat. De asemenea, el observă activitatea servitorului Matei Popescu (Alexandru Drăgan), despre care știa că avea un frate comunist. O patrulă germană bate la ușa vilei, căutând o persoană urmărită, dar Cristea le refuză accesul înăuntrul casei. Printr-un telefon, el este informat de răsturnarea guvernului condus de mareșalul Ion Antonescu și îl anunță pe profesor. Acesta din urmă își dă seama că urmează vremuri grele și îl roagă pe Cristea, pe care-l consideră un „ins remarcabil”, să se căsătorească cu fiica sa, Alexandra (Silvia Popovici), o femeie singuratică cu o educație neglijată și o sănătate precară. Fata este speriată de urmările actului istoric, iar Cristea promite s-o protejeze.
Căderea guvernului Antonescu determină chemarea urgentă la unitate a maiorului Merck. Ascuns sub mașina ofițerului, comunistul Mihai pătrunde fraudulos la postul de pază al cablului transbalcanic. El dinamitează centrala electrică, iar aceasta explodează, producând ruperea comunicațiilor între unitățile Armatei Germane de pe Frontul de Răsărit. Mihai fuge, dar este surprins de reflectoarele germane și împușcat.
După difuzarea comunicatului către țară al regelui, o parte dintre participanți încep să plece, dar majoritatea rămâne. Profesorul apare la balcon pentru a-și saluta oaspeții și le ține un discurs în care proclamă sfârșitul unei epoci istorice și începutul alteia. El afirmă că nu va fi martorul noii epoci, dar atrage atenția că noul moment istoric pune mari semne de întrebare cu privire la viitor. Invitații aplaudă și apoi ies afară dansând Conga. Sirenele de bombardament aerian îi surprinde pe majoritatea afară. Casa este distrusă, iar profesorul și micul Adolf, băiatul sopranei germane, mor în bombardament. Inna von Klausenberg rătăcește nebună pe câmp și este împușcată de nemți.
A doua zi dimineață, invitații sunt îmbarcați într-un camion pentru a fi duși la București, iar unul dintre ei (interpretat de Ion Finteșteanu) se simte dator să-i mulțumească lui Cristea afirmând că serata a fost foarte reușită, iar muzica și bufetul au fost excelente. În jurul unității au loc lupte între militarii germani și comuniștii înarmați, printre care se află și servitorul Matei. Nemții părăsesc bazele militare și se retrag în pădure, urmăriți fiind de comuniști. Cristea și Alexandra pleacă împreună cu o mașină. Cei care au venit să-l aducă cu mașina îl anunță că este așteptat de un avion care-l va duce la destinație și că tovarășii îl salută. Cristea le transmite camarazilor săi să-i reabiliteze memoria în cazul în care va muri pentru a nu fi crezut că a fost cine s-a străduit să lase impresia că este. Alexandra îi spune că-l va aștepta.
La finalul filmului, un narator adaugă următoarele: „Cristea Alexandru. S-ar putea să-l fi întâlnit cândva, mai târziu, în clocotul Revoluției. S-ar putea să-l întâlniți astăzi cu tâmplele albe. S-ar putea ca nimeni să nu-l mai fi întâlnit vreodată. Cristea Alexandru. Unul dintre miile de comuniști care au hotărât atunci în august.”.

## Distribuție
- George Motoi — Alexandru Cristea, un colaborator apropiat al prof. Costi, comunist ilegalist
- György Kovács — profesorul Costi, o personalitate a culturii române
- Cornel Coman — comunistul ilegalist Mihai
- Alexandru Drăgan — servitorul Preda „Matei” Popescu, comunist ilegalist
- Mihai Pălădescu — maiorul german Merck, comandantul stației unde se afla cablul transbalcanic, celebru arheolog
- Ion Roxin — gazetarul afemeiat și arivist
- Silvia Ghelan — doctorița Iulia Serafim, medic cu convingeri comuniste
- Silvia Popovici — Alexandra, fiica profesorului
- Mihaela Juvara — Inna von Klausenberg, soprană la Opera din Berlin și soția unui general de la Statul Major al Armatei Germane
- Gilda Marinescu — prințesa singură, care îl caută pe Mihai
- Lucia Mureșan — femeia cu ochi verzi
- Tanți Cocea — verișoara profesorului, gazda seratei
- Virginica Romanovski — o doamnă (menționată Virginica Romanowscki)
- Ion Finteșteanu — un crai tomnatic, pianist
- Sorin Gabor
- Lia Șahighian — mama Mariei
- Maria Cumbari — Marie, fata care dansează și este pălmuită de mama ei
- Valeria Gagialov — dna Magda Mardare
- Valentin Plătăreanu — tânărul proprietar al unui cavou de marmură
- Valeria Rădulescu — soprană română
- Damian Crîșmaru — acompaniatorul doamnei von Klausenberg
- Jeaninne Finteșteanu
- Andrei Magheru — însoțitorul doamnei von Klausenberg
- Francesco Bulcă — Adolf, fiul doamnei von Klausenberg
- Eugeniu Eftimie
- Octavian Rătușanu
- Rina Constantini
- Nicolae Radu
- George Țurcanu
- Rodica Radu
- Mircea Cojan — alt servitor
- George Paliveț
- Aurel Mihailopol — un fotoreporter (nemenționat)
- Constantin Lungeanu — un servitor (nemenționat)

### Dublaj de voce
- Gheorghe Cozorici — profesorul Costi

## Producție
Scenarista și regizoarea Malvina Urșianu a realizat trei filme consacrate evenimentelor din august 1944: Serata (1971), Liniștea din adîncuri (1982) și Pe malul stâng al Dunării albastre (1983). Acțiunea din Liniștea în adîncuri este anterioară acțiunii din celelalte două filme. În fapt, regizoarea mărturisea în mai 1971, cu prilejul unei mese rotunde organizate de revista clujeană Tribuna, că a fost puternic marcată de evenimentele din august 1944 și considera că acel moment istoric „nu a fost un eveniment pe lângă care cei care l-au trăit indiferent de vârstă, să poată trece fără să și-l amintească, sau să-și poată permite să-l ignore în cursul carierei lor artistice”. Ea mărturisea că „în ceea ce mă privește, probabil că nu m-am eliberat de obsesia unor experiențe spirituale care mi-au marcat adolescența”.
Malvina Urșianu a fost preocupată în filmele sale de relația omului cu istoria. În studiul introductiv al volumului Serata - de la scenariu la film (1989), Roxana Pană afirma că cele opt filme ale Malvinei Urșianu realizate până în 1989 constituie o operă coerentă și nu o simplă filmografie, regizoarea fiind „preocupată până la obsesie de temele majore, de meditația gravă, responsabilă, asupra dialecticii societății, filmele sale putând fi cu îndreptățire numite politice, în sensul implicării profunde și în cel al comunicării unui mesaj de nobilă vibrație patriotică”.
Scenariul Seratei a fost scris de Malvina Urșianu. Traducerea textelor în limba germană a fost realizată de Hertha Spuhn. Filmul a intrat în faza de producție la 1 aprilie 1970. Filmările s-au desfășurat în perioada 15 iulie - octombrie 1970 și au avut loc în zona Pitești, ferma Bilcești și Buftea. Lt. col. Ion Tudor a fost folosit pe post de consilier militar la realizarea acestui filmul. Regizori secunzi au fost Iorgu Ghindidis și Silviu Dimitrovici.
Vocea lui György Kovács a fost dublată de Gheorghe Cozorici. Au cântat Martha Kessler și Valeria Rădulescu. Filmul a fost realizat pe pelicule prelucrate în Studioul de Producție Cinematografică București. Copia standard a fost definitivată în decembrie 1970. Potrivit mărturiilor regizoarei, conducerea Comitetului de Stat pentru Cultură și Artă nu a fost mulțumită de finalul filmului. În varianta inițială filmată și montată, personajul Cristea era omorât după plecarea din casa profesorului, dar responsabilii cu cinematografia au dorit transformarea personajului într-un comunist deghizat și au solicitat efectuarea de filmări suplimentare în 1971. În finalul filmului, Cristea pleacă într-o destinație necunoscută, iar un comentator relatează că personajul era, de fapt, un comunist deghizat. Cheltuielile de producție s-au ridicat la suma de 5.224.000 lei.

## Simboluri
Analizând acest film în lucrarea Istoria filmului românesc (1897-2000) (Ed. Fundației Culturale Române, București, 2000), criticul Călin Căliman considera că Serata rămâne un film singular între peliculele care s-au referit la „actul de la 23 august 1944”, deși nici el nu avea cum să nu fie marcat de ideologia epocii. Deosebirea dintre Serata și celelalte filme cu subiecte similare îl constituie faptul că regizoarea se concentrează asupra simbolurilor și nu asupra acțiunii propriu-zise.
Astfel, personajele filmului, vila profesorului, serata însăși și evenimentele petrecute sunt de fapt simboluri. Vila profesorului este un castel al burgheziei, care trăiește izolată de lumea reală. Participanții la serată, reprezentanți unei clase sociale ce avea să dispară în scurt timp, sunt, de fapt, „simboluri ale unei «citadele sfărâmate»”. Evenimentele petrecute în noaptea seratei au rolul de a produce o schimbare profundă în societate, reprezentând începutul dispariției clasei sociale a burgheziei. Serata însăși este un moment de răscruce între ere. În acest context, personajul misterios interpretat de George Motoi se prefigurează a fi „un emisar al «vremurilor noi»”. Fiica profesorului, Alexandra, este „o făptură de o sensibilitate exacerbată, o ființă vulnerabilă, aproape maladivă, [... ] un personaj de sorginte cehoviană”. Doina Papp afirma în cartea Treptele iubirii că personajul a fost devitalizat „în mediul clorotic crepuscular în care trăise topindu-și treptat elanurile vitale”.
Simbolismul Seratei a fost observat și de Manuela Gheorghiu. Ea a constatat că majoritatea personajelor se mișcă „într-un univers închis, unde bubuitul războiului răsună surd, dar amenințător”. Ele sunt analizate din punct de vedere caracterologic în confruntarea cu un moment istoric crucial, fiind scoase în relief mai multe tipologii de personaje.

## Recepție
Serata a fost prezentat în avanpremieră la 3 mai 1971 în cadrul Zilelor filmului românesc, cu prilejul aniversării a 50 de ani de la înființarea Partidului Comunist Român. Premiera a avut loc la 8 mai 1971 la Cinematograful Patria din București.  Filmul Serata a fost vizionat de 1.567.134 de spectatori la cinematografele din România, după cum atestă o situație a numărului de spectatori înregistrat de filmele românești de la data premierei și până la data de 31.12.2007 alcătuită de Centrul Național al Cinematografiei.
În cronica din revista Cinema (nr. 10/1983) scrisă cu prilejul premierei filmului Pe malul stâng al Dunării albastre, Eva Sîrbu considera că fiecare din filmele Malvinei Urșianu sunt „puncte de vedere” asupra unor evenimente, stări și sentimente. Serata era caracterizat ca „un punct de vedere asupra unui moment de răscruce în istorie”.
Criticul Călin Căliman a considerat că Serata se deosebește de celelalte pelicule care s-au referit la „actul de la 23 august 1944” prin faptul că regizoarea se concentrează asupra simbolurilor și nu asupra acțiunii propriu-zise.  El aprecia că în acest film directorul de imagine Nicolae Girardi s-a depășit pe sine, realizând niște prim-planuri psihologice reușite.
Alexandru Racoviceanu cataloga Serata drept „un film de replică, un film în care principalul instrument de analiză este cuvântul”. El observa că limbajul filmul este artificial, prea teatral și cu un exces de cuvinte prețioase. Replicile scurte, firești, lipsesc. 
Criticul Tudor Caranfil a dat filmului două stele din cinci și a făcut următorul comentariu: „În vecinătatea unui aerodrom hitlerist are loc, în noaptea lui 22 august '44, o sindrofie a elitei. Printre oaspeții ce dansează pașnic se află și câteva persoane care așteaptă ora „dansului” insurecțional. Care-s ei? Cum să-i deosebești?... Din acest moment, Serata capătă misterul unui film polițist, spectatorul încercând să deslușească, din fizionomii și gesturi disparate, identități surprinzătoare. Aici mai intervine și priceperea de portretistă a regizoarei care revelează viitoare vedete precum Coman și Motoi, îi dă prilej lui Ion Finteșteanu pentru savurosul personaj al unui crai zaharisit, ca și jocului cu imprevizibilul climatelor. Filmul este, însă, grav compromis de convenționalul și chiar ridicolul secvențelor „insurecției”.
Jurnalistul Cristian Tudor Popescu, doctor în cinematografie și profesor asociat la UNATC, considera Serata drept un film cu caracter politic și propagandistic al epocii comuniste, care descrie lupta comuniștilor în ilegalitate și în perioada cuceririi puterii.

## Premii
Regizoarea Malvina Urșianu a primit în anul 1971 Premiul pentru regie al Asociației Cineaștilor din România (ACIN) pentru filmul Serata.